# Miranda Verrips
Miranda Verrips (14 januari 1971) is een Nederlandse voetbalster die momenteel uitkomt voor Buitenveldert. Ze speelde één seizoen voor FC Utrecht.